# Cayo Sempronio Bleso
Cayo o Gayo Sempronio Bleso  fue un político y militar romano del siglo III a. C. perteneciente a la gens Sempronia.

## Familia
Bleso fue miembro de los Sempronios Blesos, una rama familiar plebeya de la gens Sempronia. Fue padre de Cayo Sempronio Bleso y Tiberio Sempronio Bleso.

## Carrera pública
Obtuvo el consulado en el año 253 a. C. durante la primera guerra púnica. Navegó con su colega, Cneo Servilio Cepión, con una flota de doscientos sesenta barcos a las costas de África, que arrasaron en frecuentes desembarcos, y donde consiguieron un gran botín. No obstante, no lograron nada más digno de destacar y en Syrtis Minor, debido a la ignorancia de los pilotos, sus buques encallaron. Solamente pudieron reflotarlos cuando volvió la marea, tirando todo por la borda.
Este desastre les indujo a regresar a Sicilia, desembarcando en Panormo. En el viaje desde allí a Italia fueron alcanzados en el cabo Palinurus por una tremenda tormenta en la que se perdieron ciento cincuenta barcos. A pesar de estas desgracias, cada uno de ellos obtuvo un triunfo por sus éxitos en África, como se puede leer en los Fastos.
Bleso fue cónsul por segunda vez en el año 244 a. C., cuando se fundaron sendas colonias en Brundisium y Fregelas. En ese mismo año continuó la lucha alrededor del monte Érice.